# María de Armendáriz
María de Armendáriz   (valor desconegut, segle XV - segle XV) va ser una dama de companyia de la infanta Elionor I de Navarra. Vers el 1443 va esdevenir amant del príncep Carles de Viana amb qui va tenir una filla, Anna d'Aragó i de Navarra, que va convertir-se en aspirant al tron de Navarra.
El 1457 es casà amb Francisco de Balbastro, secretari del príncep.